# (11270) 1988 EA2
(11270) 1988 EA2 est un astéroïde de la ceinture principale d'astéroïdes découvert en 1988.

## Description
(11270) 1988 EA2 a été découvert le 13 mars 1988 à l'observatoire Brorfelde, près de Holbæk au Danemark, par Poul Jensen.

### Caractéristiques orbitales
L'orbite de cet astéroïde est caractérisée par un demi-grand axe de 2,26 UA, un périhélie de 2,12 UA, une excentricité de 0,06 et une inclinaison de 3,70° par rapport à l'écliptique. Du fait de ces caractéristiques, à savoir un demi-grand axe compris entre 2 et 3,2 UA et un périhélie supérieur à 1,666 UA, il est classé, selon la JPL Small-Body Database, comme objet de la ceinture principale d'astéroïdes.

### Caractéristiques physiques
(11270) 1988 EA2 a une magnitude absolue (H) de 14,4 et un albédo estimé à 0,138.